# 挪威政府养老基金
挪威政府养老基金是挪威用于养老金管理的主权财富基金。
截至2025年3月，挪威主權財富基金資產規模超過1.738兆美元，平均持有全球所有上市公司股票市值的1.5%，為全球管理資產總額最大的單一主權財富基金。該基金持有最多的股票是蘋果公司、微軟、谷歌母公司 Alphabet 和亞馬遜公司。
该基金主要由两部分构成：
- 政府（全球）养老金，前身為政府石油基金（The Government Petroleum Fund，简称）
- 政府（挪威）养老金，前身為国家保险计划基金（The National Insurance Scheme Fund，简称）

## 政府（全球）养老金
全球政府养老基金（挪威语：Statens pensjonsfond Utland，SPU）是一个将挪威石油收入产生的剩余财富存入的基金。其名称于2006年1月由挪威石油基金变更而来。该基金通常被称为石油基金（挪威语：Oljefondet）。
该基金的目的是对挪威石油部门产生的大量盈余进行投资，这些盈余主要来自公司的税收，但也包括对石油勘探许可证的付款以及国家的直接财务利益和部分国有企业Equinor的股息。据估计，目前石油部门的收入正处于高峰期，并将在未来几十年内下降。石油基金是在1990年由国家立法机构决定成立的，以应对即将到来的收入下降的影响，并抚平高度波动的石油价格带来的破坏性影响。
正如其名称所示，政府养老基金全球投资于国际金融市场，因此风险独立于挪威经济。73个国家的9158多家公司被投资于该基金（2019年）。根据其官方网站，2019年10月25日，该基金的价值达到10万亿克朗。

### 背景介绍
自70年代开发油气资源以来，挪威经历了经济盈余。这一现实，再加上减轻油价波动的愿望，促使挪威设立了石油基金，即现在的政府养老基金-全球（GPF-G）。自石油繁荣开始以来，石油价格的不稳定性一直是依赖石油的国家所关注的问题，但在1970年代第一次石油冲击之后的几十年里尤其如此。由于石油出口国的实际GDP与石油价格挂钩，稳定石油消费模式一直是这些出口国的目标，而这些出口国中的许多国家将主权财富基金作为实现这一结果的有效政策工具。GPF-G的采用符合全球经济趋势，尤其是投资模式。国际投资的增长速度明显高于全球GDP或全球商品和服务贸易的增长速度，在前两个指标分别增长53%和93%的时期，国际投资增长了175%。